# Iryna Wasyluk
Iryna Wasyliwna Wasyluk, ukr. Ірина Василівна Василюк (ur. 18 maja 1985 w obwodzie wołyńskim, Ukraińska SRR) – ukraińska piłkarka, grająca na pozycji obrońcy w Obołoni Kijów, wielokrotna reprezentantka Ukrainy i trenerka sportowa.

## Kariera piłkarska

### Kariera klubowa
W 2001 rozpoczęła karierę klubową w miejscowej drużynie Kyjiwśka Ruś Kijów. Potem występowała w klubach Wołyń Łuck, ŻFK Charków, Łuhanoczka Ługańsk, Metalist Charków, Eniergija Woroneż, Illicziwka Mariupol, Medyk Konin, Mordowoczka Sarańsk, Riazań-WDW Riazań, Żytłobud-2 Charków, AFC 5G Kijów (futsal), DJuSSz-26 Kijów, Budstar-NPU Kijów (futsal), Enerhija-NUChT Kijów (futsal), ŻFK Mariupol. Od sezonu 2023/24 łączy funkcje trenerskie w Obołoni Kijów.

### Kariera reprezentacyjna
28 kwietnia 2004 roku zadebiutowała w seniorskiej kadrze narodowej w meczu z Niemkami. Uczestniczka Mistrzostw Europy w Piłce Nożnej Kobiet 2009.

## Kariera trenerska
Od sezonu 2023/24 łączy funkcje trenera i piłkarza w Obołoni Kijów.

## Sukcesy i odznaczenia

### Sukcesy klubowe
Żytłobud-2 Charków
- wicemistrz Ukrainy: 2017/18

Obołoń Kijów
- wicemistrz Pierwszej ligi Ukrainy: 2023/24

### Sukcesy indywidualne
- Medal "Za pracę i osiągnięcia": 2023